# Curtilles
Curtilles é uma comuna da Suíça, situada no distrito de Broye-Vully, no cantão de Vaud. Tem 4,49 km² de área e sua população em 2018 foi estimada em 313 habitantes.